# Kotmanová
Kotmanová (in ungherese Kotmány) è un comune della Slovacchia facente parte del distretto di Lučenec, nella regione di Banská Bystrica.